# Anna et les Loups
Série
El Jardín De Las Delicias (1970)
(1970) La Prima Angélica (1974)
(1974)
Pour plus de détails, voir Fiche technique et Distribution.
Anna et les loups (espagnol: Ana y los lobos) est une comédie dramatique absurdiste espagnole réalisée par Carlos Saura et sortie en 1973. Avec Géraldine Chaplin dans le rôle d'une gouvernante étrangère qui vient dans une maison isolée pour s'occuper des enfants d'une famille bizarre. Le film est empreint du symbolisme politique de l'Espagne Franquiste. Le film faisait partie de la sélection pour la compétition au Festival de Cannes 1973. 

## Synopsis
Anna, une jeune gouvernante, arrive dans une maison de campagne isolée de l'aride Castille, près de Madrid. Elle est venue pour s'occuper de trois petites filles dont la mère, Luchy, accueille Anna. Alors qu'elle déballe ses affaires, José, l'un des oncles des fillettes, se présente comme le représentant de l'ordre et de l'autorité dans la famille. Il vérifie ses papiers d'identité, contrôle les livres qu'elle a amenés et lui explique qu'au moindre problème, elle doit s'adresser à lui.
Le soir même, le repas familial permet à Anna de faire connaissance avec ses employeurs. La famille se compose de trois frères d'âge mûr, José, Juan et Fernando, de leur mère invalide, Mama, de Luchy, la femme de Juan, et des trois enfants du couple : Carlota, Victoria et Natalia. La nuit venue, Natalia se réveille en plein cauchemar en criant. Juan, le père, qui éprouve du désir pour Anna, en profite pour entrer dans sa chambre. Elle rejette ses avances poliment mais fermement. Incapable de résister à ses pulsions sexuelles, Juan se console auprès d'Amparo, une des domestiques.
Anna commence à recevoir des lettres érotiques d'un admirateur secret. Elles sont postées d'endroits d'abord éloignés (Tokyo), qui se rapprochent de plus en plus (Bombay, Athènes). José explique à Anna qu'il a ouvert et lu ces lettres, et qu'il sait qui les lui envoie. C'est Juan qui lui a écrit ces lettres en prenant des timbres de l'importante collection familiale pour la tromper. Anna s'emporte contre lui, l'accusant d'avoir commis un délit. José a monté un petit musée de costumes militaires anciens dans son atelier, et offre à Anna sa protection et une rémunération si elle accepte de prendre soin des uniformes.
Fernando, le plus effacé des trois frères, a quitté la demeure familiale pour s'installer dans une grotte non loin, qu'il repeint en blanc et où il pratique des incantations mystiques dans le but de léviter. Fernando intrigue beaucoup Anna, il l'attire et l'effraie, comme si elle comprenait pourquoi il veut échapper à ce monde.
Entre deux attaques de goutte ou d'épilepsie, Mama reste le garant de l'unité familiale. Quand elle a avec Anna une conversation franche, la vieille douairière donne à Anna un aperçu de l'éducation de ses trois fils. Elle lui montre leurs habits d'enfant, qu'elle a gardés depuis tout ce temps. « Vous devez être compréhensive avec eux », ajoute-t-elle.
Dans cette famille de névrosés, Anna connaîtra un sort tragique.

## Fiche technique
- Titre original : Ana y los lobos
- Titre français : Anna et les Loups
- Réalisation : Carlos Saura
- Scénario : Carlos Saura et Rafael Azcona
- Direction artistique : Jaime Chávarri, Francisco Nieva
- Décors : Elisa Ruiz
- Photographie : Luis Cuadrado
- Musique : Luis de Pablo
- Montage : Pablo G. del Amo
- Production : Elías Querejeta
- Production exécutive : Primitivo Álvaro
- Société de production : Elías Querejeta Producciones
- Société de distribution : Paramount Films de España
- Pays de production :  Espagne
- Langue originale : espagnol
- Format : couleur (Eastmancolor) — 35 mm — son Mono
- Genre : drame
- Durée : 102 minutes
- Dates de sortie : 
  - France : mai 1973 (Festival de Cannes)
  - Espagne : 4 juin 1973
- Affiche : Macario Gómez Quibus (Espagne)

## Distribution
- Géraldine Chaplin : Anna
- Fernando Fernán Gómez : Fernando
- José María Prada : José
- José Vivó (es) : Juan
- Rafaela Aparicio : la mère
- Charo Soriano : Luchy
- Marisa Porcel : Amparo, une des bonnes
- Anny Quintas : une des bonnes
- Nuria Lage : Natalia, une des filles
- María José Puerta : Carlota, une des filles
- Sara Gil : Victoria, une des filles

## Tournage

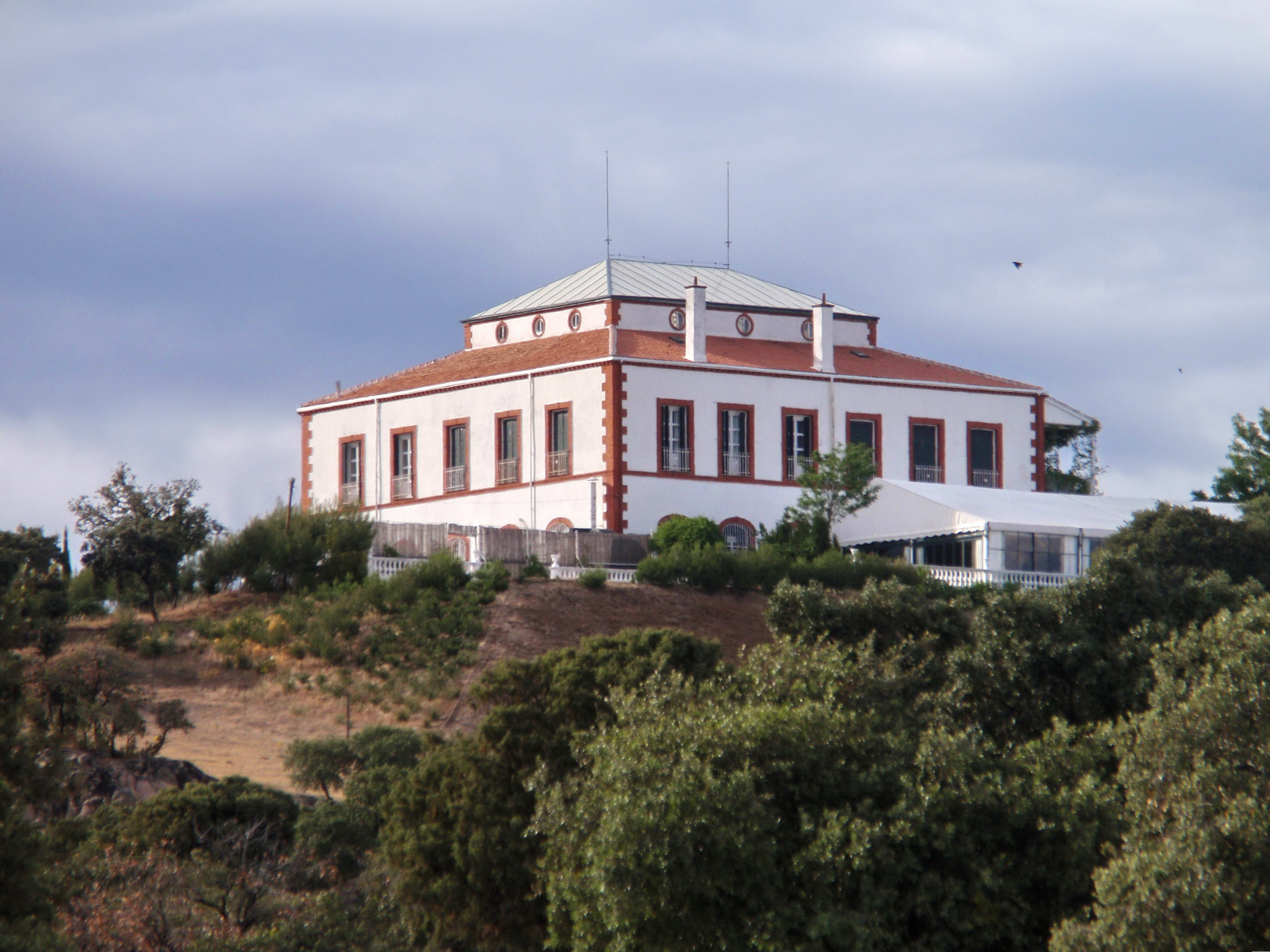
Propriété El pendolero à Torrelodones, lieu de tournage du film.

Le film a été tourné dans le domaine historique de El pendolero à Torrelodones.

## Analyse
Engagée comme gouvernante, Anna, étrangère incarnant la culture et la liberté, découvre avec un effarement amusé les névroses de la famille bourgeoise qui l'emploie, reflétant la société franquiste. Si son travail consiste à s'occuper de petites filles faciles à vivre, en dehors de quelques cauchemars et bizarreries, les hommes de la maison lui donnent du fil à retordre.
Délaissant son épouse, Juan, le père des petites, poursuit Anna de ses attouchements et obscénités. Son frère José, inquisiteur et autoritaire, exige qu'elle s'occupe de son musée dévolu à la gloire militaire. Seul Fernando ignore la jeune femme. Happé par un dévorant mysticisme, il se terre dans une grotte qu'il a repeinte d'un blanc virginal. Sur ces trois hommes règne une mère impotente, pas si diminuée que ses proches voudraient le faire croire.
Pour contourner la censure franquiste, Carlos Saura use de paraboles ou de métaphores. Dans l'étouffoir cossu d'une demeure isolée de la Castille, symbolisant l'Espagne au temps de la dictature, dont les coursives blanches évoquent une prison, les trois frères figurent chacun un pilier de la trinité fasciste : 
- bourgeoisie, incarnée par Juan, père de famille à la sexualité débridée, bafouant sa femme, la poussant à commettre une tentative de suicide, les deux allant à l'encontre des valeurs conservatrices de l'Espagne franquiste ;
- armée, incarnée par José, représentant également la censure et la police d'État, chargée du maintien de l'ordre et vivant dans le souvenir de la gloire militaire passée ;
- Église catholique, incarnée par Fernando, cherchant à fuir la réalité dans le mysticisme[2].

La mère capricieuse et faussement sénile incarne le Caudillo Francisco Franco. Le cinéaste n'épargne personne, surtout pas l'hypocrite et manipulateur Fernando, Anna cédant à une étrange fascination pour cet ermite de façade. Agent perturbateur, qui, par sa beauté et sa liberté, catalyse les névroses familiales, la jeune femme n'en comporte pas moins une part d'ambivalence.
Carlos Saura fait resplendir la beauté et la sensibilité de sa compagne de l'époque, Géraldine Chaplin, mais la montre aussi coquette, aguicheuse, gagnée par le délitement général. Tour à tour, chaque personnage laisse entrevoir une part d'humanité (l'insécurité du martial José, les gamineries de la matriarche).
Quand l'esprit de liberté qu'insuffle la belle étrangère menace la cohérence familiale, la matriarche la chasse de la maison. Les trois loups incarnés par les fils vont plus loin : Fernando la maîtrise et lui coupe les cheveux, Juan la viole, José la tue.
Le film a été grand succès en Brésil qui était également confrontée à une dictature militaire à l'époque de 1970.
En 1979, le film Maman a cent ans (Mamá Cumple Cien Años) constituera une sorte de suite à Anna et les Loups, reprenant les mêmes personnages plusieurs années plus tard et dans les mêmes lieux. 

## Distinction
- Festival de Cannes 1973 : Sélection officielle